# جيبيتكا آنتونیو گوبو
جیبیتکا آنتونیو گوبو یک مجموعه عمومی عمده از کتاب‌های کمیک در برزیل و یکی از بزرگ‌ترین کتابخانه‌ها در برزیل و آمریکای لاتین است. این مجموعه در شهر بلو هوریزونته، در ایالت مینا ژرایس، برزیل قرار دارد که متعلق به بنیاد فرهنگی شهرداری بلو هوریزونته می‌باشد.

## تاریخچه
جیبیتکا آنتونیو گوبو در سال ۱۹۹۲ از اهدای کتابخانه ملی کمیک، مجموعه خصوصی آنتونیو روکه گوبو تأسیس شد.

## مجموعه
این مجموعه در سال ۲۰۱۰ شامل بیش از ۱۸۰۰۰ نسخه از بسیاری از ژانرها و مطالب نظری با نمونه‌هایی از کشورهایی مانند فرانسه، ایالات متحده آمریکا، پرتغال، ایتالیا و اسپانیا بود

## فعالیت در جیبیتکا
جیبیتکا مرکزی برای نمایشگاه‌ها، سخنرانی‌ها، فعالیت‌ها و غیره است.

## بومی سازی
جیبیتکا در کتابخانه عمومی کودکان و نوجوانان بلو هوریزونته یک کتابخانه عمومی است. آدرس آن مرکز خیابان گوایکوروس ۵۰، بلو هوریزونته، مینا ژرایس، برزیل است.